# Tour della nazionale maschile di rugby a 15 della Russia 2010
Nel 2010, la nazionale di rugby a 15 della Russia ha conquistato per la prima volta la qualificazione alla fase di finale della Coppa del Mondo e ha ampliato il proprio raggio di azione per confrontarsi con altre nazionali.

## Tour in Sudafrica e Namibia
Per prepararsi alla fase finale del Campionato europeo, che l'avrebbe portata per la prima volta a partecipare alla Coppa del Mondo, si è recata in Sudafrica e Namibia per un breve tour, con un test match.
| Pretoria 13 gennaio 2010 | Pretoria University A | 5 – 22 | Russia XV | (short match di 40') |

| Pretoria 13 gennaio 2010 | Pretoria University B | 6 – 20 | Russia XV | (short match di 40') |

| Pretoria 18 gennaio 2010 | Blue Bulls A | 36 – 21 | Russia XV |  |

| Windhoek 23 gennaio 2010 | Namibia    | 15 – 30 | Russia | South West Stadium |
| \| \| \| \| \| mete: Buitendach Kazombaize trasf.: Botha c.p.: Botha \| Marcatori \| mete: Babaev KushnarevYanyushkin trasf.: Yanyushkin 3 c.p.: Yanyushkin 3 \| \| 15.Chrysander Botha 14.McGrath van Wyk, 11.Llewellyn Winckler 13.Bradley Langenhoven, 12.David Philander 10.Emile Wessels, 9.Eugene Jantjies 8.PJ van Lill, 7.T. Forbes, 6.A. Vermeulen 5.Nico Esterhuize, 4.Wacca Kazombaize 3.J. du Toit, 2.Hugo Horn, 1.J. Redelinghuys sostituti: 20.Eniel Buitendach Non entrati : 16.Shaun Esterhuizen,17.Marius Visser 18.Heinz Koll,19.Renaud van Neel 22.Darryl de la Harpe \| Formazioni \| 15.Igor Kliuchnikov 14.Vasily Artemiev, 11.Alexander Gvozdovsky 13.Mikhail Babaev, 12.Alexei Makovetsky 10.Yuriy Kushnarev, 9.Alexander Yanyushkin 8.Viktor Gresev, 7.Andrei Garbuzov, 6.A.i Temnov 5.A. Fatakhov, 4.A. Voytov 3.Al. Travkin, 2.Ev. Matveev, 1.K. Maglakelidze Sostituti 16.Vladislav Korshunov,17.Alexander Khrokin 18.Evgeniy Pronenko,19.Alexei Panasenko 20.Alexey Toltykh,21.Alexei Korobenikov 22.Andrei Kuzin \| |            | |        |                    |
| |            | |        |                    |
| mete: Buitendach Kazombaize trasf.: Botha c.p.: Botha | Marcatori  | mete: Babaev KushnarevYanyushkin trasf.: Yanyushkin 3 c.p.: Yanyushkin 3 |        |                    |
| 15.Chrysander Botha 14.McGrath van Wyk, 11.Llewellyn Winckler 13.Bradley Langenhoven, 12.David Philander 10.Emile Wessels, 9.Eugene Jantjies 8.PJ van Lill, 7.T. Forbes, 6.A. Vermeulen 5.Nico Esterhuize, 4.Wacca Kazombaize 3.J. du Toit, 2.Hugo Horn, 1.J. Redelinghuys sostituti: 20.Eniel Buitendach Non entrati : 16.Shaun Esterhuizen,17.Marius Visser 18.Heinz Koll,19.Renaud van Neel 22.Darryl de la Harpe | Formazioni | 15.Igor Kliuchnikov 14.Vasily Artemiev, 11.Alexander Gvozdovsky 13.Mikhail Babaev, 12.Alexei Makovetsky 10.Yuriy Kushnarev, 9.Alexander Yanyushkin 8.Viktor Gresev, 7.Andrei Garbuzov, 6.A.i Temnov 5.A. Fatakhov, 4.A. Voytov 3.Al. Travkin, 2.Ev. Matveev, 1.K. Maglakelidze Sostituti 16.Vladislav Korshunov,17.Alexander Khrokin 18.Evgeniy Pronenko,19.Alexei Panasenko 20.Alexey Toltykh,21.Alexei Korobenikov 22.Andrei Kuzin |        |                    |

## Churchill Cup
Dopo la conquista della qualificazione mondiale, ottenuta nel Campionato europeo per nazioni di rugby 2008-2010, la Russia ha partecipato alla Churchill Cup 2010 concludendo al sesto posto.

## Autumn International
A fine ottobre, la Russia disputa a Mosca, perdendoli, due match contro gli Argentina Jaguars.

Quindi si reca in Giappone dove subisce una pesantissima sconfitta: